# Tom Martin Biseth
Tom Martin Biseth (* 29. März 1946 in Tønsberg) ist ein ehemaliger norwegischer Radrennfahrer und nationaler Meister im Radsport.

## Sportliche Laufbahn
Biseth begann zunächst als Eisschnellläufer. 1967 gewann er mit dem Tønsberg Grand Prix sein erstes größeres Radrennen. 
Er wurde 1970 norwegischer Meister im Straßenrennen und im Mannschaftszeitfahren (u. a. mit Magne Orre). Den Mannschaftstitel gewann er auch in den Jahren 1972 und 1973. 1974 konnte er die Meisterschaft im Straßenrennen erneut gewinnen. 1972 siegte er im Eintagesrennen Tyrifjorden Rundt. 1974 konnte er beim Sieg von Thorleif Andresen Dritter der Berliner Etappenfahrt werden. 1975 siegte er im Ringerike Grand Prix. Bei der Internationalen Friedensfahrt startete er 1968 (59. Platz) und 1975 (93.).

## Berufliches
Nach seiner Karriere trainierte er die Nationalmannschaft. Auch unterrichtete er an norwegischen Sportakademie. Später (1998) eröffnete er ein Hotel auf Mallorca.